# Štola Lehnschafter
Štola Lehnschafter se nachází na severozápadním okraji někdejšího horního města, nyní obce Mikulova v Krušných horách v okrese Teplice v Ústeckém kraji. Vchod do štoly je na úpatí jižního výběžku masívu vrchu Pramenáče (910 m n. m.). Štola je jedním z nejrozsáhlejších a nejstarších důlních děl, která vznikla v Mikulovském rudním revíru za účelem těžby stříbra a dalších rud. Celý důlní komplex je od roku 2014 chráněn jako kulturní památka.

## Původ názvu
Historický název štoly pochází od německého výrazu Lehnschaft (v českém hornickém slangu lénšaft), který lze vyložit jako druhotnou propůjčku udělení práva dobývat vyhrazené nerosty. Lehnschafter (česky lénšafter, lénšaftník) byl tedy osobou, které byla uvedená propůjčka poskytnuta.

## Historie
Mikulovský rudní revír s výskytem stříbronosných rud představuje zhruba oblast mezi městy Osekem, Hrobem a Mikulovem. Některé neověřené prameny se zmiňují   o tom, že zdejší ložiska stříbra byla těžena již ve 14. či snad dokonce ve 13. století. Snímky, pořízené v průběhu leteckého průzkumu  oblasti, provedeného v roce 2013 z pověření Národního památkového ústavu ČR, prokázaly, že zdejší rozmístění důlních děl odpovídalo charakteru těžební praxe v období před koncem 15. století. K značnému rozmachu těžby došlo v 16. století. V roce 1530 mělo být v místním rudním revíru kolem 150 dolů a povrchových dobývek. V roce 1543 císař Ferdinand I. vyhověl žádosti Lobkowiczů a bratrům Johannovi, Christophovi, Litvinovi a Wenzelovi Lobkowiczům udělil tzv. horní svobodu. Tato listina, datovaná 7. května 1543,  je fakticky první prověřenou zmínkou o hornické činnosti v tomto regionu.

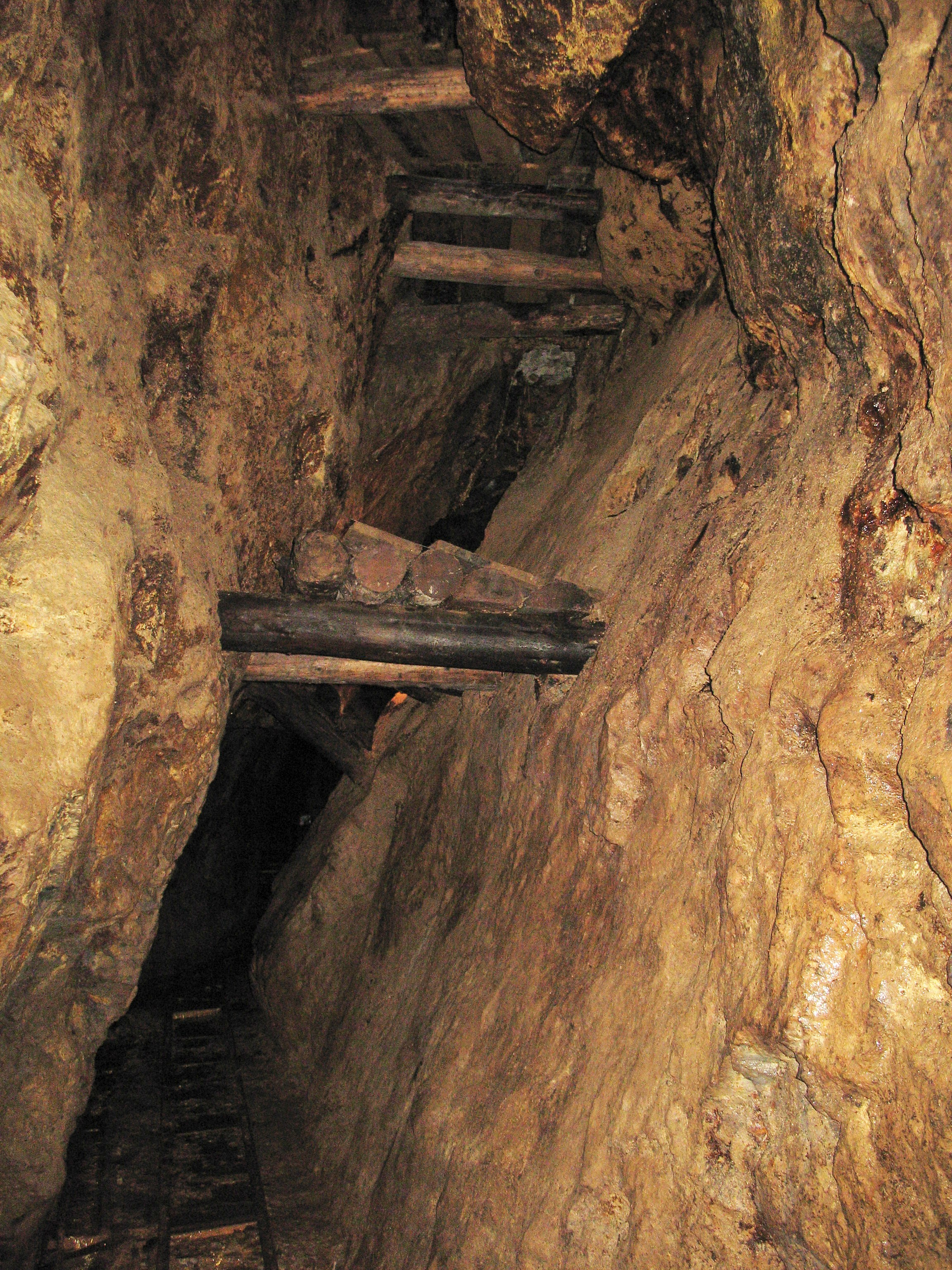
Chodby sledovaly stříbronosnou žílu, byly úzké a ukloněné

Pokud jde konkrétně o štolu Lehnschafter, některá data z její historie jsou zaznamenána přímo v dole. Jedná se o letopočty, vytesané na bocích důlních děl. Nejstarší z těchto letopočtů, který se nachází na stěně chodby v základním úrovňovém patře štoly, uvádí rok 1563. Nad touto chodbou se  však nachází ještě jedna, nejvyšší patrová úroveň, která je historicky starší, než zmíněné druhé patro dolu. Také tvar chodeb, jejich rozměr a použitá technologie tzv. sázení ohněm jsou důkazem jejich značného stáří. Štola Lehnschafter byla z velké části ražena ručně pomocí tradičního hornického náčiní, tj. tzv. želízka a mlátku. V průběhu staletí bylo od úrovně štoly Lehnschafter vyraženo dalších 10 důlních pater do hloubky cca 200 metrů, kam se po etapách postupně přesouvala těžba stříbronosné rudy. V době skončení těžby v roce 1858 byla konečná hloubka dolu s dvanácti patry chodeb přes 250 metrů.

## Zpřístupnění pro veřejnost
Od roku 1988 zahájila skupina dobrovolníků průzkum důlních děl v okolí Mikulova. Zpočátku se tito zájemci o báňskou historii snažili zdokumentovat všechna hornická díla v Mikulovském revíru, od roku 2001 se však soustředili převážně na důlní komplex Lehnschafter Stollen. Celá štola byla v té době zavalena, zatopena nebo založena základkou.  Důvodem průzkumu mj. bylo i to, že je tato štola jednou z nejrozsáhlejších a nejstarších v širokém okolí a tvoří propojený komplex s důlními díly Kreuz Stollen, Allerheiligen Stollen a Liebenfrauen Stollen. Od roku 2001 bylo ve štole Lehnschafter postupně vyzmáháno několik závalů a zakládek a důl byl odvodněn a odbahněn. Do roku 2016 bylo vyčištěno a upraveno zhruba 12 kilometrů chodeb, avšak velká část štoly zůstává nadále nepřístupná. Dobrovolníci byli od roku 1992 soustředěni v základní organizaci 4-04 České speleologické společnosti, která významně přispěla svými prostředky na zpřístupnění štoly. Koncem roku 2013 byla založena nová společnost - Krušnohorska důlní o. p. s., která provozuje prohlídkové okruhy štoly Lehnschafter, jež byla k 1. lednu 2014 zapsána do seznamu kulturních památek ČR. Veškerý provoz je hrazen pouze z vybraného vstupného a z příspěvků členů společnosti.

## Dostupnost
Štola Lehnschafter se nachází asi 500 metrů od zastávky Mikulov na železniční trati z Mostu do Moldavy v Krušných horách, přezdívané Moldavská horská dráha. Autobusová zastávka Mikulov, kam zajíždějí spoje z Teplic, je rovněž od štoly vzdálena necelých 500 metrů, a to na opačnou stranu směrem do centra obce. Motoristé mají možnost parkování na prostranství před vstupem do štoly. Ve štole jsou podle stupně náročnosti vyznačeny tři prohlídkové okruhy.

## Fotogalerie

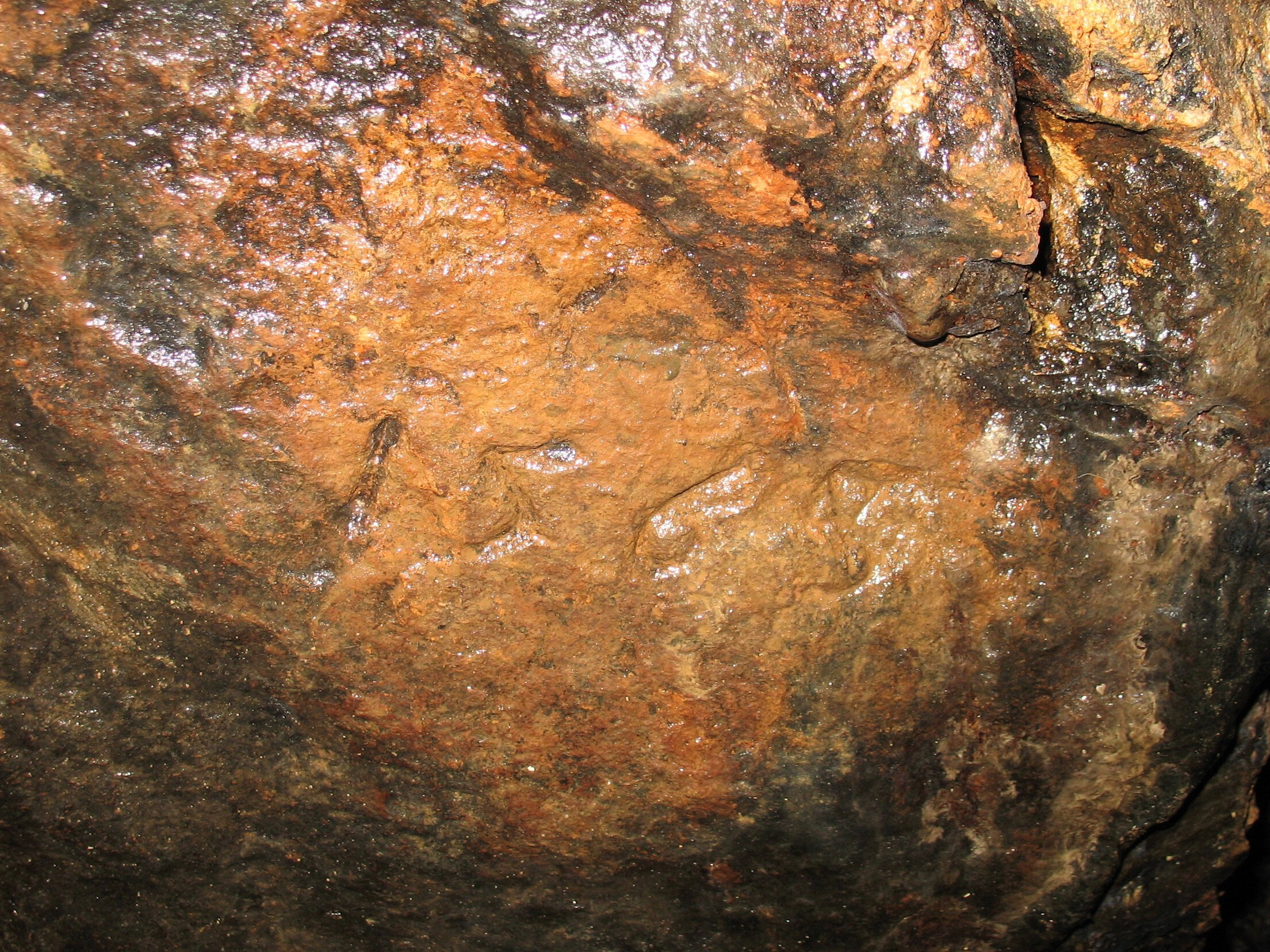
Nejstarší dochovaný letopočet na stěně štoly je z roku 1563
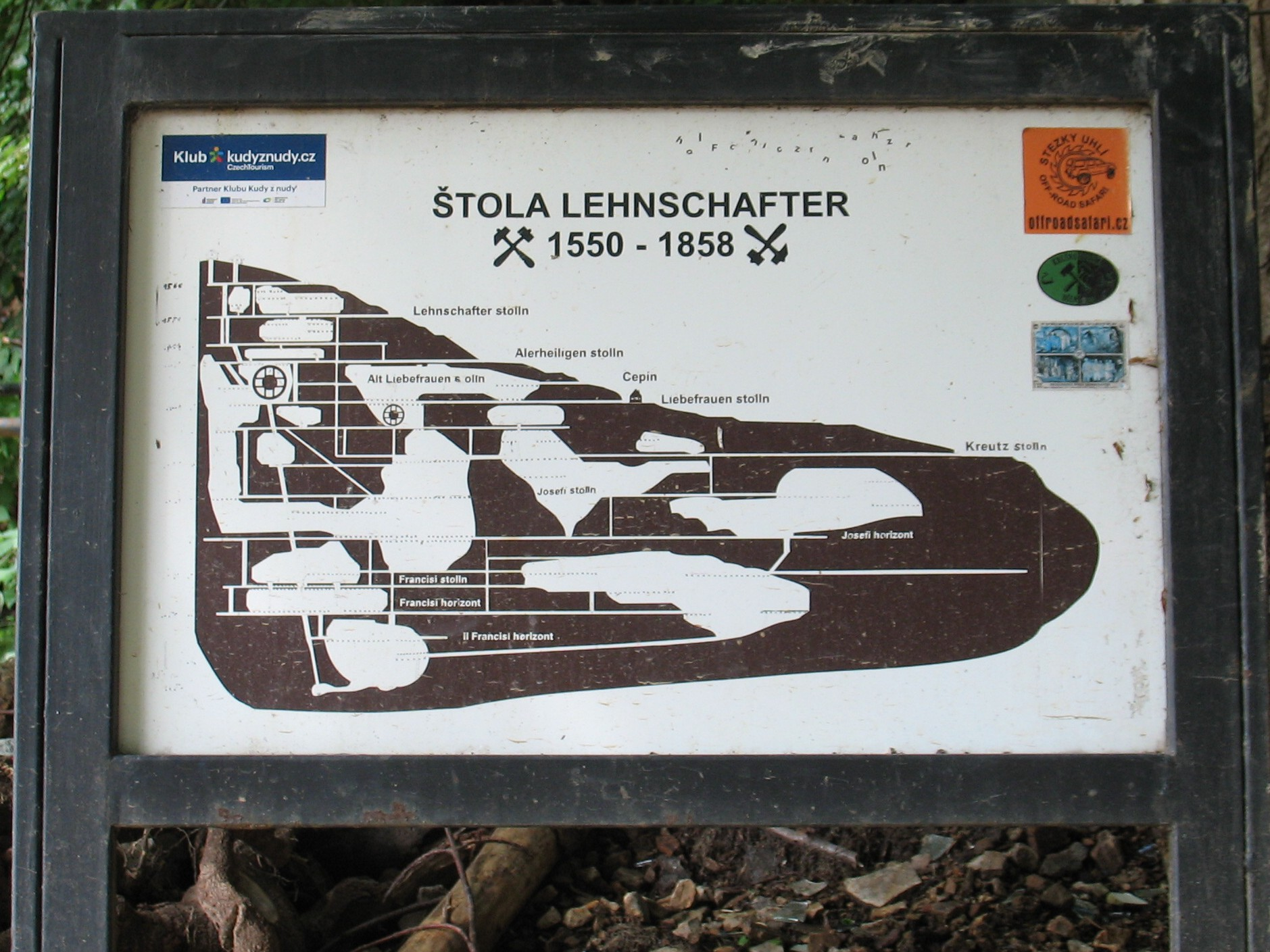
Plán s průřezem všemi dvanácti patry důlního díla
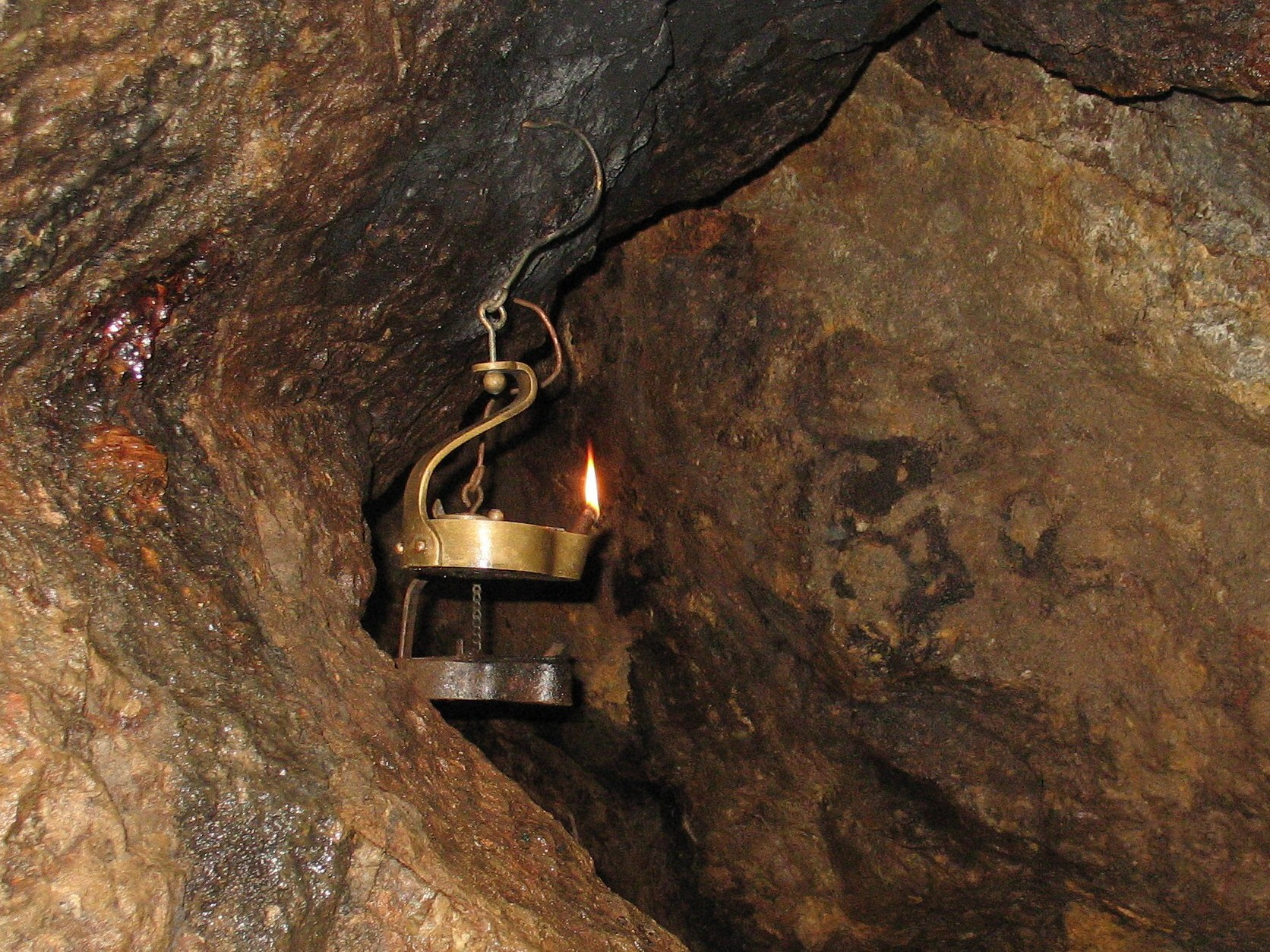
Hornický kahan, používaný ve štole
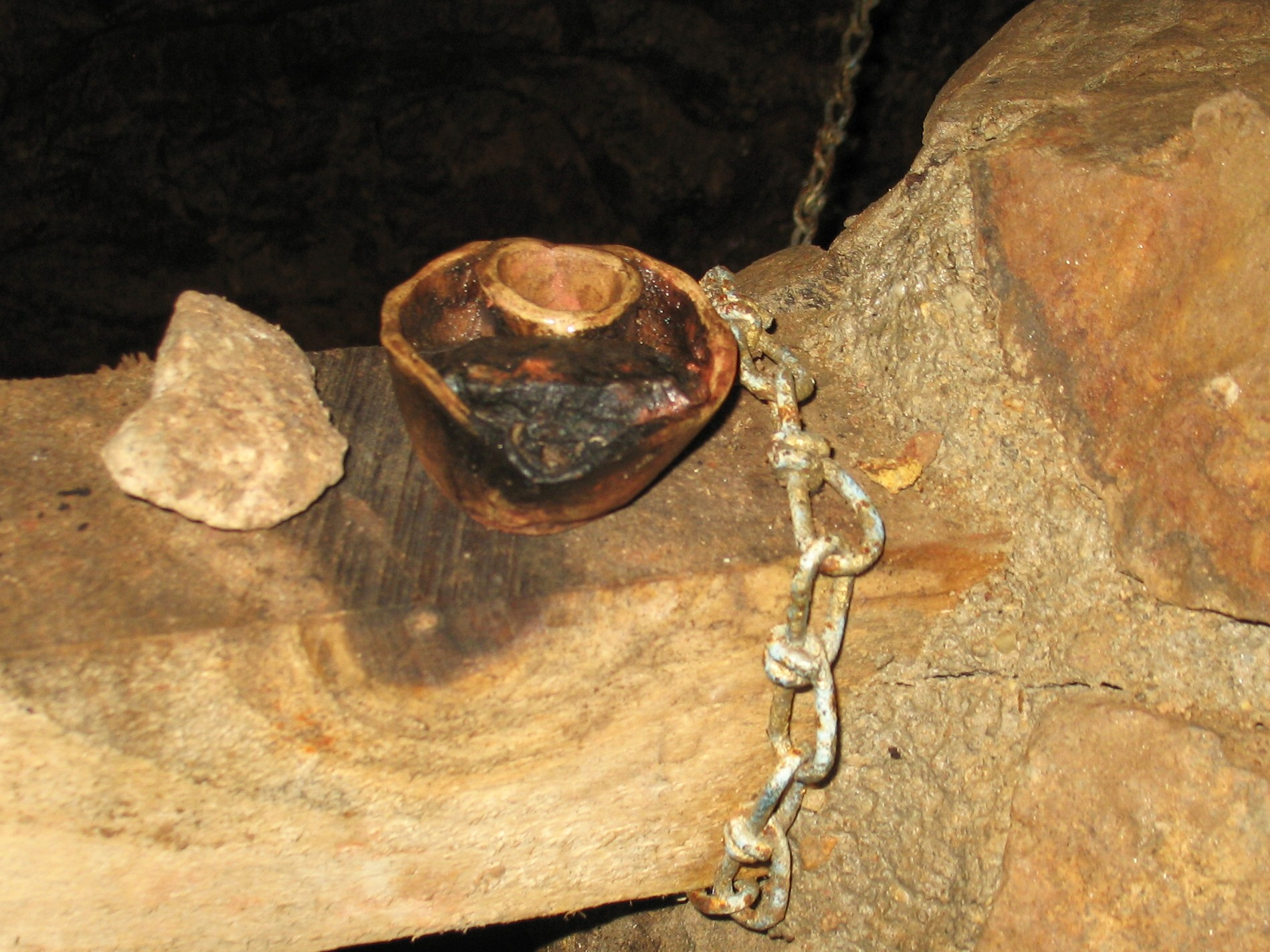
Replika nejstaršího typu hornického kahanu
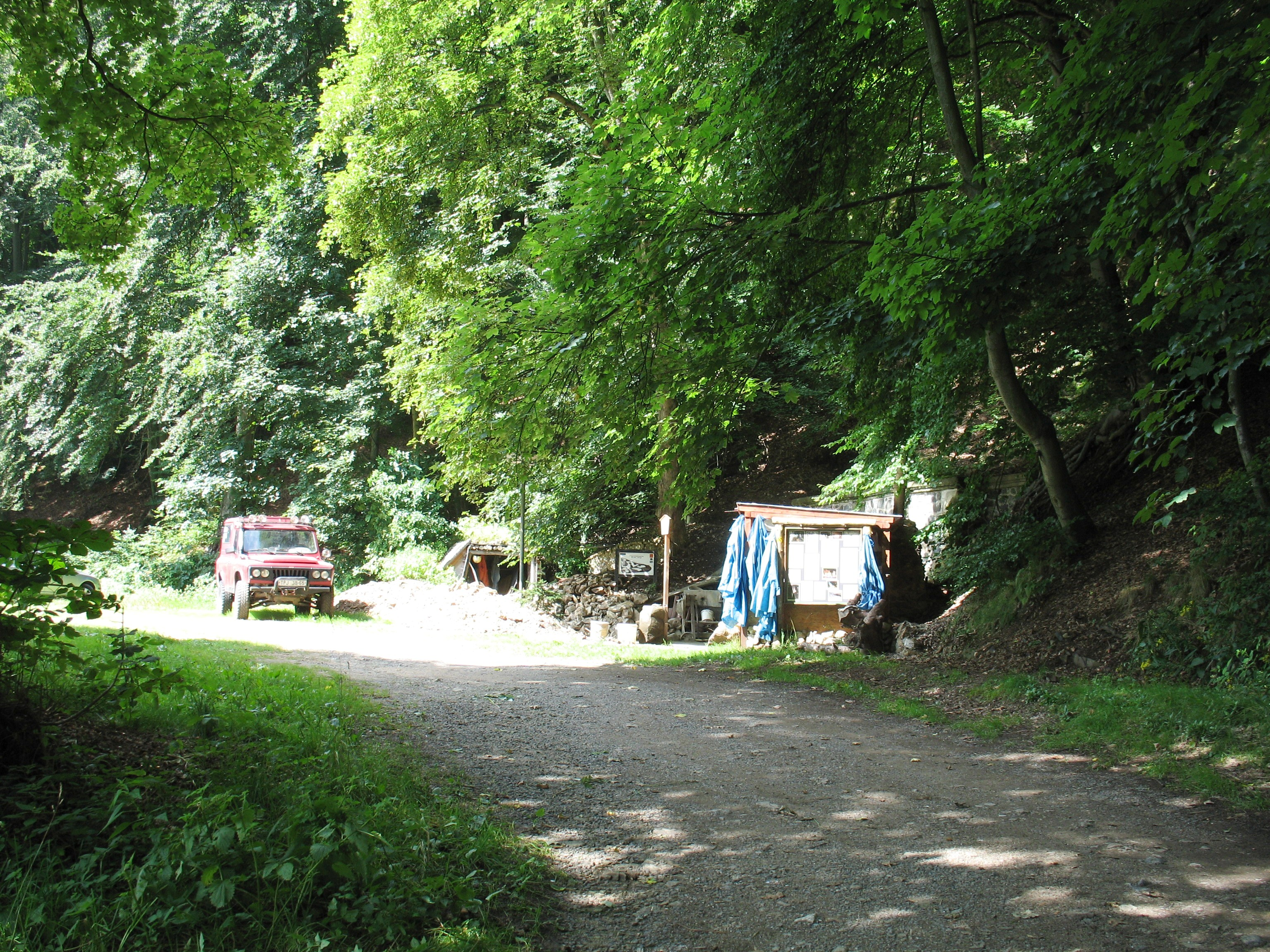
Prostranství před štolou s parkovištěm
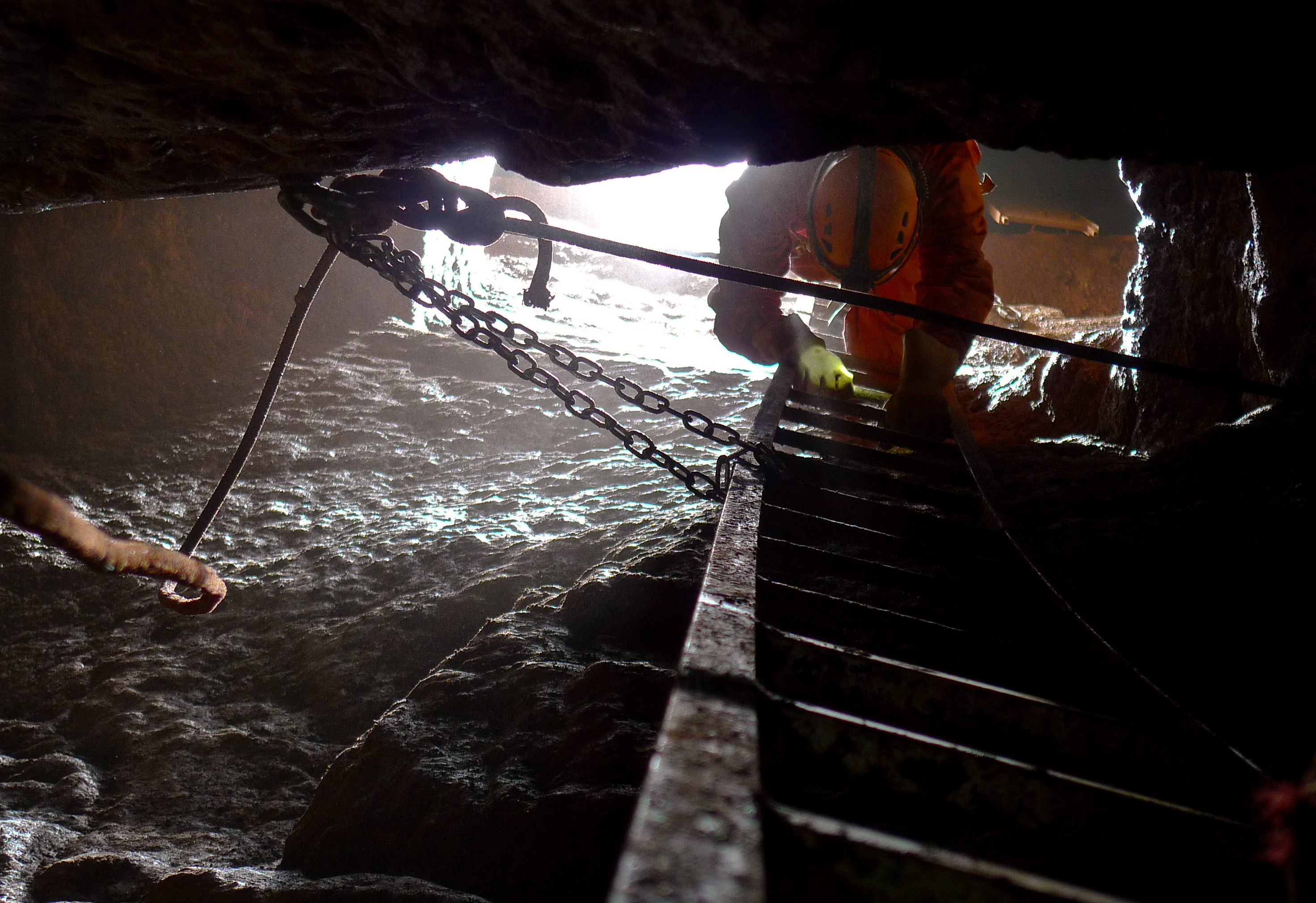
Nově vystrojená cesta v ručně vysekaných dobývkách